# Shitdisco

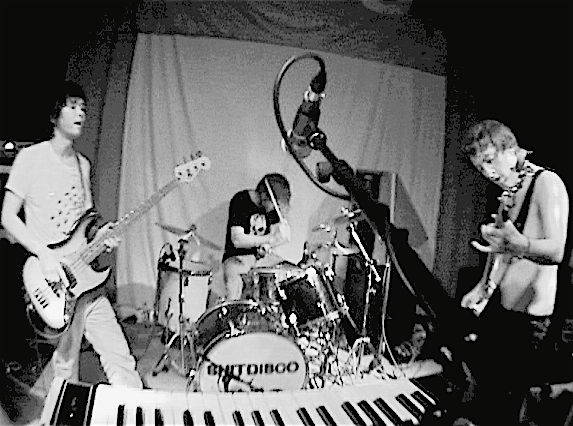
Shitdisco

Shitdisco — шотландский музыкальный коллектив, играющий диско-панк. Он был основан в 2003 году студентами Школы искусств Глазго: Джоэлом Стоуном (бас, гитара, вокал), Джо Ривзом (бас, гитара, вокал), Дарреном Калленом (ударные) и Яном Ли (клавишные). Первый сингл «Disco Blood»/«I Know Kung Fu» был выпущен в декабре 2005 года, после чего группа активно гастролировала. В 2006 году состав покинул Ян Ли, которого заменил Том Строан (клавишные, бэк-вокал).
Подписав контракт с лейблом Fierce Panda Records, музыканты выпустили дебютный студийный альбом Kingdom of Fear 16 апреля 2007 года. В США он вышел в следующем году под названием The Emanator.